# ITF Women’s World Tennis Tour 2023 (Januar–März)
In den folgenden Tabellen werden die Tennisturniere des ersten Quartals der ITF Women’s World Tennis Tour 2023 dargestellt.

## Turnierplan
| Kategorien            | Kategorien           |
| World Tennis Tour 25+ | World Tennis Tour 15 |
| --------------------- | -------------------- |
| W100                  | —                    |
| W80                   | —                    |
| W60                   | —                    |
| W40                   | —                    |
| W25                   | —                    |
| —                     | W15                  |

### Januar
| Datum 1 | Turnierort                                                 | Siegerin Einzel        | Siegerinnen Doppel                        |
| ------- | ---------------------------------------------------------- | ---------------------- | ----------------------------------------- |
| 02.01.  | Canberra P2 Advisory Canberra International 2023           | Katie Boulter          | Irina Chromatschowa Anastassija Tichonowa |
| 02.01.  | Nonthaburi ITF Women’s Circuit 2023 I                      | Kateryna Wolodko       | Liang En-shuo Ma Yexin                    |
| 02.01.  | Monastir                                                   | Océane Dodin           | Kryszina Dsmitruk Iryna Schymanowitsch    |
| 02.01.  | Malibu                                                     | Jamie Loeb             | Doppelbewerb wurde nicht gespielt         |
| 09.01.  | Nonthaburi ITF Women’s Circuit 2023 II                     | Lanlana Tararudee      | Liang En-shuo Ma Yexin                    |
| 09.01.  | Tallinn Tallink Open 2023                                  | Yanina Wickmayer       | Lucie Havlíčková Dominika Šalková         |
| 09.01.  | Monastir Magic Tours 2023                                  | Marija Timofejewa      | Alena Fomina-Klotz Iryna Schymanowitsch   |
| 09.01.  | Buenos Aires                                               | Nuria Brancaccio       | Amina Anschba Walerija Strachowa          |
| 09.01.  | Naples                                                     | Emma Navarro           | Reese Brantmeier Makenna Jones            |
| 09.01.  | Loughborough                                               | Céline Naef            | Viktória Morvayová Anna Sisková           |
| 09.01.  | Antalya                                                    | Panna Bartha           | Ayşegül Mert Doğa Türkmen                 |
| 09.01.  | Fort-de-France                                             | Emma Léné              | Jenny Dürst Fanny Östlund                 |
| 16.01.  | Vero Beach Vero Beach International Tennis Open 2023       | Marie Benoît           | Francesca Di Lorenzo Makenna Jones        |
| 16.01.  | Bhopal ITF Womens $40,000 2023                             | Anastassija Tichonowa  | Erina Hayashi Saki Imamura                |
| 16.01.  | Tallinn Paf Open 2023                                      | Zeynep Sönmez          | Jessie Aney Anna Sisková                  |
| 16.01.  | Monastir Magic Tours II 2023                               | Sakura Hosogi          | Sada Nahimana Andreea Prisăcariu          |
| 16.01.  | Buenos Aires                                               | Carlota Martínez Círez | Amina Anschba Walerija Strachowa          |
| 16.01.  | Boca Raton                                                 | Renata Zarazúa         | Tiphanie Fiquet Ashley Lahey              |
| 16.01.  | Petit-Bourg                                                | Margaux Rouvroy        | Jenny Dürst Fanny Östlund                 |
| 16.01.  | Antalya                                                    | Anastassija Soboljewa  | Darja Lodikowa Jekaterina Owtscharenko    |
| 23.01.  | Andrézieux-Bouthéon Engie Open Andrézieux-Bouthéon 42 2023 | Océane Dodin           | Sofja Lansere Oxana Selechmetjewa         |
| 23.01.  | Sunderland Sunderland W60 Pro Series 2023                  | Greet Minnen           | Freya Christie Ali Collins                |
| 23.01.  | Pune Necc-Deccan $40K ITF Womens Tournament 2023           | Tatjana Maria          | Ankita Raina Prarthana Thombare           |
| 23.01.  | Monastir                                                   | Lola Radivojević       | Oana Gavrilă Sapfo Sakellaridi            |
| 23.01.  | Orlando                                                    | Peyton Stearns         | Jada Hart Rasheeda McAdoo                 |
| 23.01.  | Antalya                                                    | Anastassija Soboljewa  | Polina Leikina Jekaterina Owtscharenko    |
| 30.01.  | Burnie Caterpillar Burnie International 2023               | Storm Hunter           | Mai Hontama Eri Hozumi                    |
| 30.01.  | Rome Georgia’s Rome Tennis Open 2023                       | Peyton Stearns         | Fanny Stollár Lulu Sun                    |
| 30.01.  | Porto W40 Porto I 2023                                     | Céline Naef            | Céline Naef Yanina Wickmayer              |
| 30.01.  | Mexiko (Stadt) CMDX Open I 2023                            | Berfu Cengiz           | Berfu Cengiz Sofia Sewing                 |
| 30.01.  | Antalya                                                    | Seone Mendez           | Cristina Dinu Nika Radišić                |
| 30.01.  | Monastir                                                   | Fiona Ferro            | Lee Ya-hsin Yang Yidi                     |
| 30.01.  | Scharm asch-Schaich                                        | Darja Schauha          | Katarína Kužmová Darja Schauha            |

### Februar
| Datum 1 | Turnierort                                    | Siegerin Einzel                                                                              | Siegerinnen Doppel                                                                           |
| ------- | --------------------------------------------- | -------------------------------------------------------------------------------------------- | -------------------------------------------------------------------------------------------- |
| 06.02.  | Grenoble Engie Open de l’Isère 2023           | Océane Dodin                                                                                 | Freya Christie Ali Collins                                                                   |
| 06.02.  | Orlando ITF World Tennis Tour Orlando II 2023 | Kimberly Birrell                                                                             | Ashlyn Krueger Robin Montgomery                                                              |
| 06.02.  | Porto W40 Porto II 2023                       | Greet Minnen                                                                                 | Ekaterine Gorgodse Leyre Romero Gormaz                                                       |
| 06.02.  | Mexiko-Stadt CMDX Open II 2023                | Darja Semeņistaja                                                                            | Despina Papamichail Raluca Șerban                                                            |
| 06.02.  | Burnie                                        | Jaimee Fourlis                                                                               | Destanee Aiava Naiktha Bains                                                                 |
| 06.02.  | Antalya                                       | Aufgrund des Erdbebens in der Türkei und Syrien nach der ersten Qualifikationsrunde beendet. | Aufgrund des Erdbebens in der Türkei und Syrien nach der ersten Qualifikationsrunde beendet. |
| 06.02.  | Bath                                          | Rebecca Šramková                                                                             | Lauryn John-Baptiste Katarína Strešnáková                                                    |
| 06.02.  | Scharm asch-Schaich                           | Linda Klimovičová                                                                            | Giuliana Bestetti Beatrice Stagno                                                            |
| 06.02.  | Monastir                                      | Nina Radovanovic                                                                             | Leonie Küng Chantal Sauvant                                                                  |
| 06.02.  | Jhajjar                                       | Tamara Čurović                                                                               | Vanessa Ersöz Fanny Östlund                                                                  |
| 13.02.  | Altenkirchen Burg-Wächter Ladies Open 2023    | Clara Tauson                                                                                 | Greet Minnen Yanina Wickmayer                                                                |
| 13.02.  | Irapuato Guanajuato Open 2023                 | Kamilla Rachimowa                                                                            | Emina Bektas Ingrid Neel                                                                     |
| 13.02.  | Santo Domingo                                 | Carole Monnet                                                                                | Darja Semeņistaja Sofia Sewing                                                               |
| 13.02.  | Antalya                                       | Aufgrund des Erdbebens in der Türkei und Syrien abgesagt.                                    | Aufgrund des Erdbebens in der Türkei und Syrien abgesagt.                                    |
| 13.02.  | Glasgow                                       | Marie Benoît                                                                                 | Maia Lumsden Ella McDonald                                                                   |
| 13.02.  | Manacor                                       | Nahia Berecoechea                                                                            | Rebecca Munk Mortensen Inês Murta                                                            |
| 13.02.  | Scharm asch-Schaich                           | Dalila Spiteri                                                                               | Klaudija Bubelytė Merna Refaat                                                               |
| 13.02.  | Monastir                                      | Angelica Raggi                                                                               | Lee Ya-hsin Liu Fangzhou                                                                     |
| 13.02.  | Ipoh                                          | Lanlana Tararudee                                                                            | Li Yu-yun Anastassija Poplawska                                                              |
| 13.02.  | Jahjjar                                       | Zeel Desai                                                                                   | Diāna Marcinkēviča Fanny Östlund                                                             |
| 20.02.  | Mâcon 11e Engie Open de Mâcon 2023            | Jessika Ponchet                                                                              | Magali Kempen Xenia Knoll                                                                    |
| 20.02.  | Santo Domingo                                 | Stacey Fung                                                                                  | Jada Hart Rasheeda McAdoo                                                                    |
| 20.02.  | San Miguel de Tucumán                         | Solana Sierra                                                                                | María Herazo González Lexie Stevens                                                          |
| 20.02.  | Swan Hill                                     | Arina Rodionowa                                                                              | Lily Fairclough Olivia Gadecki                                                               |
| 20.02.  | Kuala Lumpur                                  | Guo Hanyu                                                                                    | Guo Hanyu Li Yu-yun                                                                          |
| 20.02.  | Antalya                                       | Diana Demidova                                                                               | Ana Candiotto Darja Lodikowa                                                                 |
| 20.02.  | Manacor                                       | Valentina Ryser                                                                              | Olga Parres Azcoitia Ioana Loredana Roșca                                                    |
| 20.02.  | Scharm asch-Schaich                           | Lee Eun-hye                                                                                  | Emilie Lindh Luca Udvardy                                                                    |
| 20.02.  | Monastir                                      | Dejana Radanović                                                                             | Leonie Küng Naho Satō                                                                        |
| 20.02.  | Gurugram                                      | Vaidehi Chaudhari                                                                            | Zeel Desai Punnin Kovapitukted                                                               |
| 27.02.  | Arcadia ITennis Arcadia Women’s Pro Open 2023 | Sara Errani                                                                                  | Francesca Di Lorenzo Christina Rosca                                                         |
| 27.02.  | Trnava Empire Women’s Indoor I 2023           | Jaqueline Cristian                                                                           | Greet Minnen Yanina Wickmayer                                                                |
| 27.02.  | Astana BeeTV Women’s 40 2023                  | Polina Kudermetowa                                                                           | Anna Danilina Iryna Schymanowitsch                                                           |
| 27.02.  | Toronto                                       | Katherine Sebov                                                                              | Ulrikke Eikeri Fanny Stollár                                                                 |
| 27.02.  | Swan Hill                                     | Joanna Garland                                                                               | Elysia Bolton Alexandra Bozovic                                                              |
| 27.02.  | Bengaluru                                     | Misaki Matsuda                                                                               | Dea Herdželaš Eden Silva                                                                     |
| 27.02.  | San Miguel de Tucumán                         | Rosa Vicens Mas                                                                              | Walerija Strachowa Daniela Vismane                                                           |
| 27.02.  | Spring                                        | Julija Starodubzewa                                                                          | Maria Mateas Clervie Ngounoue                                                                |
| 27.02.  | Joué-lès-Tours                                | Wei Sijia                                                                                    | Veronika Erjavec Justina Mikulskytė                                                          |
| 27.02.  | Antalya                                       | Darja Lodikowa                                                                               | Ana Candiotto Simona Ogescu                                                                  |
| 27.02.  | Manacor                                       | Hanne Vandewinkel                                                                            | Joëlle Steur Hanne Vandewinkel                                                               |
| 27.02.  | Scharm asch-Schaich                           | Karola Patricia Bejenaru                                                                     | Polina Jazenko Sandra Samir                                                                  |
| 27.02.  | Monastir                                      | Naho Satō                                                                                    | Liu Fangzhou Naho Satō                                                                       |
| 27.02.  | Kuching                                       | Ayumi Koshiishi                                                                              | Guo Hanyu Li Yu-yun                                                                          |

### März
| Datum 1 | Turnierort                                        | Siegerin Einzel                    | Siegerinnen Doppel                         |
| ------- | ------------------------------------------------- | ---------------------------------- | ------------------------------------------ |
| 06.03.  | Trnava Empire Women’s Indoor II 2023              | Lucie Havlíčková                   | Alicia Barnett Olivia Nicholls             |
| 06.03.  | Astana BeeTV Women’s II 2023                      | Jang Su-jeong                      | Polina Kudermetowa Anastassija Tichonowa   |
| 06.03.  | Bengaluru KSLTA ITF World Tennis Tour 2023        | Brenda Fruhvirtová                 | Francisca Jorge Matilde Jorge              |
| 06.03.  | Pretoria                                          | Emina Bektas                       | Emina Bektas Lina Glushko                  |
| 06.03.  | Fredericton                                       | Gabriela Knutson                   | Jessie Aney Dalayna Hewitt                 |
| 06.03.  | Boca Raton                                        | Victoria Jiménez Kasintseva        | Hailey Baptiste Whitney Osuigwe            |
| 06.03.  | Amiens                                            | Caijsa Wilda Hennemann             | Martha Matoula Arina Gabriela Vasilescu    |
| 06.03.  | Scharm asch-Schaich                               | Katarína Kužmová                   | Mei Hasegawa Wu Ho-ching                   |
| 06.03.  | Monastir                                          | Naho Satō                          | Anouk Koevermans Marente Sijbesma          |
| 06.03.  | Antalya                                           | Denislawa Gluschkowa               | Ana Candiotto Natalia Siedliska            |
| 13.03.  | Pretoria Wiphold International 2023               | Alina Kornejewa                    | Mai Hontama Alice Tubello                  |
| 13.03.  | Canberra Canberra Claycourt International I 2023  | Priscilla Hon                      | Elysia Bolton Alexandra Bozovic            |
| 13.03.  | Anapoima Mesa de Yeguas 2023                      | Arantxa Rus                        | Irina Chromatschowa Walerija Strachowa     |
| 13.03.  | Říčany Smartwings Open 2023                       | Antonia Ružić                      | Tayisiya Morderger Yana Morderger          |
| 13.03.  | Palmanova                                         | Guiomar Maristany Zuleta de Reales | Francisca Jorge Matilde Jorge              |
| 13.03.  | Gonesse                                           | Sandy Marti                        | Antonia Schmidt Arina Gabriela Vasilescu   |
| 13.03.  | Monastir                                          | Nina Radovanovic                   | Dasha Ivanova Angelica Raggi               |
| 13.03.  | Scharm asch-Schaich                               | Katarína Kužmová                   | Polina Jazenko Katarína Kužmová            |
| 13.03.  | Jakarta                                           | Park So-hyun                       | Cho I-hsuan Cho Yi-tsen                    |
| 13.03.  | Iraklio                                           | Ilinca Amariei                     | Patricija Paukštytė Anca Todoni            |
| 13.03.  | Antalya                                           | Miho Kuramochi                     | Ana Candiotto Darja Lodikowa               |
| 20.03.  | Canberra Canberra Claycourt International II 2023 | Wang Yafan                         | Erina Hayashi Yūki Naitō                   |
| 20.03.  | Maribor TK Branik WTT 40.000$ 2023                | Mai Hontama                        | Sofja Lansere Anastassija Tichonowa        |
| 20.03.  | Mosquera                                          | Sinja Kraus                        | Irina Chromatschowa Walerija Strachowa     |
| 20.03.  | Jakarta                                           | Anastassija Sacharowa              | Ma Yexin Moyuka Uchijima                   |
| 20.03.  | Palmanova                                         | Jaqueline Cristian                 | Francisca Jorge Matilde Jorge              |
| 20.03.  | Le Havre                                          | Loïs Boisson                       | Antonia Schmidt Arina Gabriela Vasilescu   |
| 20.03.  | Scharm asch-Schaich                               | Polina Jazenko                     | Louise Kwong Anna Ulyashchenko             |
| 20.03.  | Antalya                                           | Darja Lodikowa                     | Denisa Hindová Nika Radišić                |
| 20.03.  | Hinode                                            | Natsumi Kawaguchi                  | Akari Inoue Tsao Chia-yi                   |
| 20.03.  | Monastir                                          | Liu Fangzhou                       | Naïma Karamoko Isabella Schinikowa         |
| 20.03.  | Iraklio                                           | Ilinca Amariei                     | Eleni Christofi Dimitra Pavlou             |
| 27.03.  | Croissy-Beaubourg Open 3c Seine-et-Marne 2023     | Jodie Burrage                      | Greet Minnen Yanina Wickmayer              |
| 27.03.  | Murska Sobota Murska Sobota Open 2023             | Magali Kempen                      | Harriet Dart Andreea Mitu                  |
| 27.03.  | Kōfu                                              | Jang Su-jeong                      | Han Na-lae Jang Su-jeong                   |
| 27.03.  | Sopó                                              | Séléna Janicijevic                 | Guillermina Naya Julia Riera               |
| 27.03.  | Jakarta                                           | Bai Zhuoxuan                       | Guo Hanyu Wong Hong-yi                     |
| 27.03.  | Scharm asch-Schaich                               | Polina Jazenko                     | Emilie Lindh Gallagher Alexandra Pospelowa |
| 27.03.  | Antalya                                           | Schibek Qulambajewa                | Schibek Qulambajewa Darja Lodikowa         |
| 27.03.  | Monastir                                          | Noelia Bouzo Zanotti               | Amelie Van Impe Clara Vlasselaer           |